# Indi Stivín
Indi Stivín (* 1. prosince 2001 Praha) je přední český kontrabasista, dirigent a skladatel. Vítěz a laureát mnoha mezinárodních interpretačních soutěží. Prosazuje kontrabas jako sólový nástroj.
Základy hry získal u prvního kontrabasisty Státní opery Praha Dalibora Tkadlčíka, poté pokračoval ve studiu u prof. Jána Krigovského z banskobystrické Akademie umění a prof. Jiřího Hudce na pražské HAMU. V roce 2015 byl jeho učitelem legendární americký virtuóz Gary Karr.
Kromě kontrabasu hraje také na housle, které studoval na Pražské konzervatoři ve třídě prof. Jaroslava Foltýna. V 15 letech se stal nejmladším hudebníkem, který získal ocenění Laureát Mezinárodní interpretační soutěže Markneukirchen v Německu. O rok později vystoupil na Pražském jaru se svým sólovým recitálem. Věnuje se také komponování, je autorem kontrabasového koncertu Bohemia.
Jeho vzorem se stal český kontrabasista František Pošta, jemuž věnoval svou skladbu Pocta Františku Poštovi.
Debutoval ve 12 letech Koncertem pro kontrabas a orchestr A dur Domenica Dragonettiho. Ve velmi raném věku nastudoval všechny stěžejní kontrabasové koncerty a stal se proto vyhledávaným sólistou mnoha renomovaných hudebních těles.
Jako finalista soutěže Eurovision Young Musicians 2018 vystoupil na Edinburgh International Festival, kde za doprovodu BBC Scottish Symphony Orchestra zahrál vlastní skladbu Bohemian Suite. Přímý přenos z tohoto koncertu byl vysílán v mnoha evropských veřejnoprávních televizích a rozhlasech (u nás ČT Art).
Založil vlastní komorní orchestr Collegium Stivinum.
Hudební publicisté píší o Stivínovi jako o „největší naději českého kontrabasu“ pro jeho propagování kontrabasu jako sólového nástroje, množství sólových recitálů a především komponování skladeb pro tento nástroj.
Stivínův hudební talent je považován za mimořádný, jeho hra je popisována jako technicky precizní a zároveň úchvatně zpívající.
Je držitelem Výroční ceny OSA pro nejúspěšnějšího českého hudebního skladatele vážné hudby do 30 let (září 2020 Divadlo Hybernia, Praha).

## Ocenění
- Vítěz "Strings Soloist Award" (Semmering, Rakousko, 2022)[25]
- Vítěz "Gottfried von Einem Award" (Semmering, Rakousko, 2022)[25]
- Laureát Mezinárodní kontrabasové soutěže Latin Orchestra of Europe (Frankfurt, Německo, 2021)[26]
- Výroční cena OSA pro nejúspěšnějšího českého hudebního skladatele vážné hudby do 30 let (Praha, Česko 2020)[24]
- Laureát Mezinárodní soutěže Antona Rubinsteina (Düsseldorf, Německo 2018)[27]
- Laureát Mezinárodní instrumentální soutěže Markneukirchen (Německo, 2017)[6]
- Victor Dijon de Monteton Award (Curych, Švýcarsko 2016)[28]
- Vítěz Mezinárodní soutěže kontrabasových osobností (Wroclaw, Polsko 2013)[29]
- Čtyřnásobný vítěz Mezinárodní soutěže Carla Ditterse z Dittersdorfu (Bánská Bystrica, Slovensko, 2013, 2014, 2015, 2016)[30]
- Trojnásobný vítěz Mezinárodní soutěže Františka Simandla (Blatná, Česko 2012, 2014, 2016)
- Dvojnásobný absolutní vítěz Mezinárodní interpretační soutěže PRO BOHEMIA (Ostrava, Česko 2015, 2017)[31]
- Vítěz Mezinárodní soutěže Františka Černého a Jana Geissela (Holice, Česko 2016)
- Absolutní vítěz soutěže Mladí sólisté Jihočeské filharmonie (České Budějovice, Česko 2017)
- Absolutní vítěz Národní soutěže ZUŠ oboru kontrabas (Liberec, Česko 2014)[9][10]